# كأس ألبانيا 2010–11
كأس ألبانيا 2010–11 (بالألبانية: Kupa e Shqipërisë 2010-11‏) هو الموسم 59 من كأس ألبانيا. أقيم خلال الفترة 21 سبتمبر 2010 وحتى 22 مايو 2011، وأشرف على تنظيمه اتحاد ألبانيا لكرة القدم، وكان عدد الأندية المشاركة فيه 44، وفاز فيه نادي تيرانا.